# Herb Filipin
Herb Filipin – jeden z oficjalnych symboli Filipin.

## Opis
Herb przedstawia słońce (wolność) z ośmioma promieniami – symbolizuje osiem prowincji, które rozpoczęły powstanie przeciw Hiszpanom. Trzy gwiazdy oznaczają Mindanao, Luzon i Visayas – główne regiony Filipin. Biel symbolizuje pokój i czystość; czerwień – odwagę i braterstwo; a błękit – patriotyzm. Bielik amerykański z godła USA i lew z herbu Leónu, będący fragmentem herbu Hiszpanii, symbolizują kolonialną przeszłość, z której narodziło się wolne państwo.
Odcienie barw zmieniono 16 września 1997 roku.

## Historia

Hiszpańskie Indie Wschodnie 1565–1700
1700–1873
Republika Tagalog 1896–1897
Republika Tagalog 1902–1906
Pierwsza Republika Filipińska 1899–1901
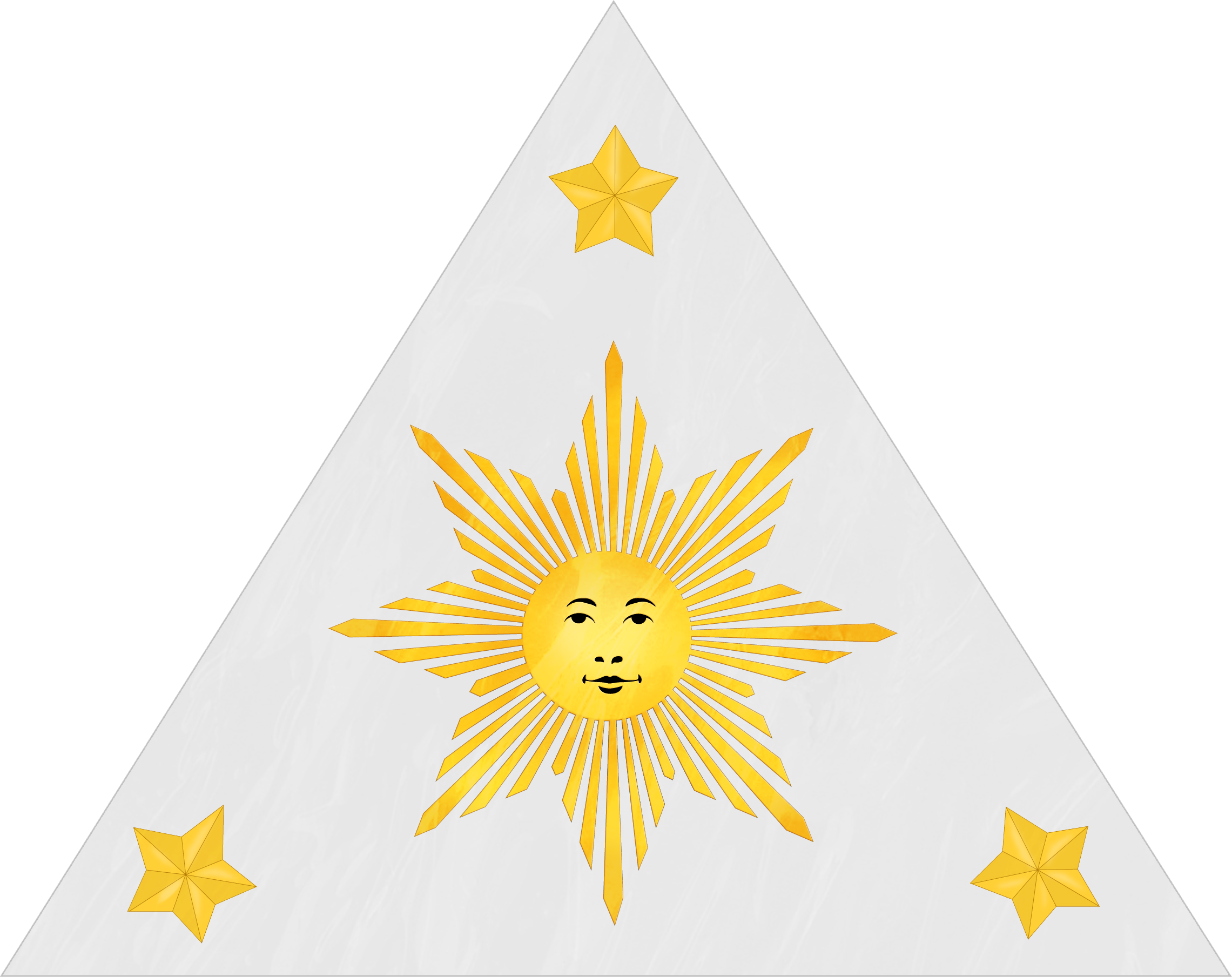
Pierwsza Republika Filipińska 1899–1901 (wersja)
Herb Amerykańskich Filipin 1905–1935
1935–1940 i 1941–1946
1940–1941
Druga Republika Filipin 1943
Druga Republika Filipin 1943–1945
Niepodległe Filipiny 1946–1978 i 1986–1998
1978–1985
1985–1986
1998
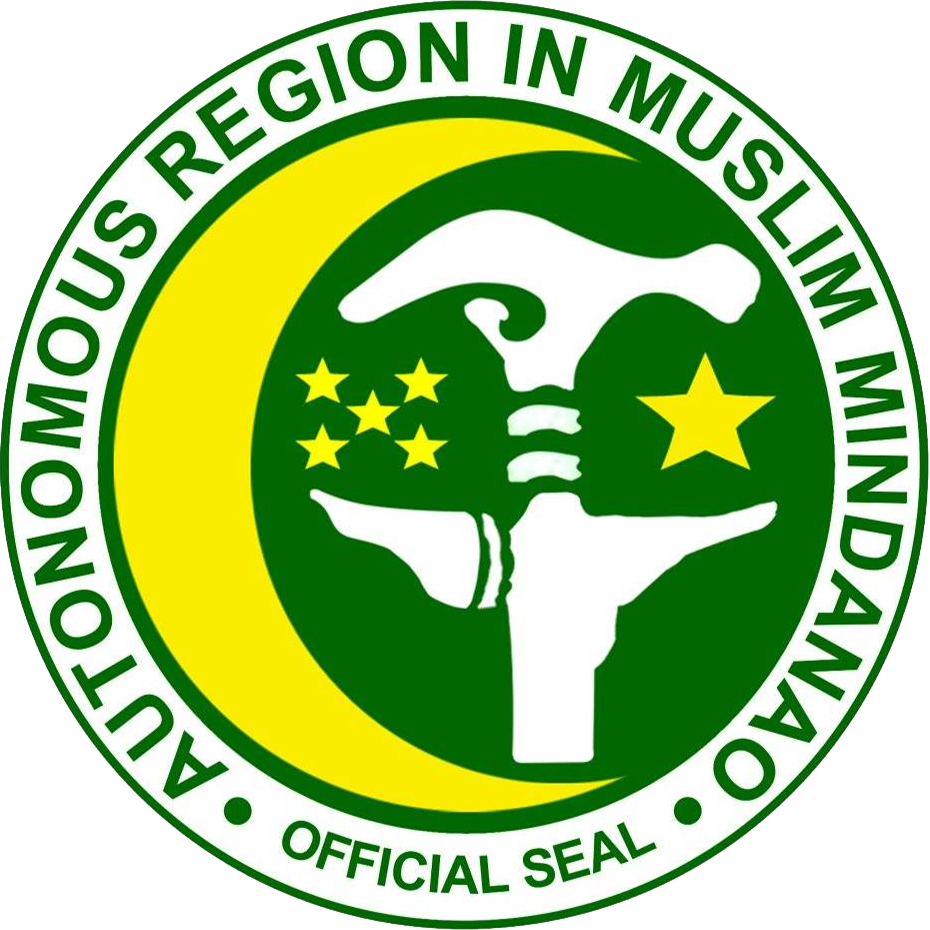
Region Autonomiczny na Muzułmańskim Mindanao 1989–2019